# De Schat van de Arme Klavers
De Schat van de Arme Klavers is een stripalbum uit de reeks Van Rossem. Het album verscheen in 1992.

## Synopsis
Van Rossem vlucht voor de rijkswacht, die hem komt arresteren in zijn kasteel Moneysloot, richting zijn buitenverblijf in Knokke. Na motorpech klopt hij aan bij een klooster, waar hij van de ene verrassing in de andere valt. Diabolische krachten spannen samen teneinde zijn ondergang te verwezenlijken. Kolonel Van Nijvel maakt opnieuw zijn opgang.

## Humor
Dit verhaal negeert Van Rossems politieke carrière, daarentegen richt het zijn pijlen op de kerk. 
De verhaallijn begint meer een eigen leven te krijgen, los van de echte Van Rossem, een feit dat de deur open liet voor verdere albums.

## Citaten
- Je doet hem denken aan dat andere opperhoofd met twee smoelen. 
Van Rossem tegen Beëlzebub.
- De zon laat al even lang op zich wachten als een valabele verruimingskandidaat voor Guy Verhofstadt.
Van Rossem, in de apotheose, verwijzend naar de begindagen van de VLD.

## Trivia
- Van Kruisighem vliegt in een ware Salvador Dalí-pose naar het klooster.
- Zijn voertuig, ‘het kruis van wantrouwen’ is een persiflage op het VRT-programma Het Huis Van Wantrouwen, een waar fenomeen in zijn tijd. Van Rossem zegt ook ergens ik dank u voor uw waandacht, ook al uit het bovenvermelde programma.
- De ontdekking van de crypte (‘Bij Horus’), gebeurt in ware Blake en Mortimer-stijl.

De Poenpakker (1991) · De Schat van de Arme Klavers (1992)